# جوستافو نوبوا
جوستافو نوبوا (بالإسبانية: Gustavo Noboa)‏ (و. 1937 – م) هو سياسي من الإكوادور ولد في غواياكيل.

## روابط خارجية
- جوستافو نوبوا على موقع مونزينجر (الألمانية)